# Caestron trogositoides
Caestron trogositoides là một loài bọ cánh cứng thuộc họ Cleridae. Loài này được mô tả lần đầu tiên vào năm 1844 bởi Dupont in Spinola.